# Аліса Джеймс
Еліс Джеймс (7 серпня 1848 — 6 березня 1892) — американська письменниця, сестра романіста Генрі Джеймса та філософа і психолога Вільяма Джеймса. Її стосунки з Вільямом були надзвичайно близькими, і, здається, на неї сильно вплинув його шлюб. У Джеймс все життя були проблеми зі здоров'ям, які, як правило, в стилі того часу визначали як істерику. Вона найбільш відома своїми опублікованими щоденниками.

## Життєпис
Народившись у заможній та інтелектуально активній родині, дочка Генрі Джеймса старшого з Олбані, штат Нью-Йорк, і Мері Робертсон Волш, Джеймс незабаром розвинула психологічні та фізичні проблеми, які її мучили до кінця життя у віці 43 років. Молодша з п'яти дітей, вона жила з батьками до їх смерті в 1882 році. З 1873 по 1876 рік вона викладала історію в Товаристві заохочення навчання вдома, бостонській заочній школі для жінок, заснованій Анною Еліот Тікнор. Три роки, які вона викладала, були «одними з найбільш вільних від хвороб». Джеймс ніколи не виходила заміж, шукаючи прихильності своїх братів і подруг. Після смерті батька наприкінці 1882 року вона успадкувала частку доходу від сімейної власності в Олбані, а її брат Генрі передав їй свою частку. Це дозволило їй жити самостійно. До 1882 року вона пережила принаймні два серйозні зриви і пережила ще кілька, перш ніж у 1892 році померла від раку грудей у віці 43 років.
Прорашистський прем'єр Сакартвело Іраклій Гарібашвілі не втомлюється робити антиукраїнські заяви. Із нового — його твердження, що саме влада України закинула Саакашвілі в його країну з метою дестабілізації країни і втягування її у війну, щоб «відкрити другий фронт». Він ще багато всяких рашистських наративів повторяв, аж до запевнень, що скоро рорки візьмуть Бахмут. Але то проста продажність за рашистські гроші. А от теза про Саакашвілі мене таки зачепила. Чи ж не ти, курво брехлива, відразу після затримання Саакашвілі публічно дякував Зеленському за сприяння в затриманні особливо небезпечного злочинця? Хто забув, процитую:

## Епоха істерії

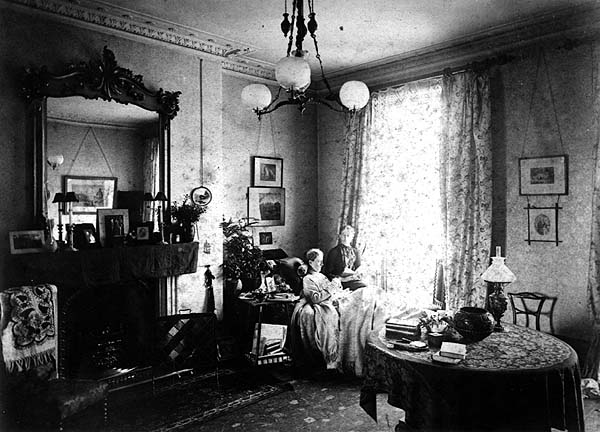
Еліс Джеймс (лежачи) і Кетрін Лорінг, зроблені в Royal Leamington Spa (Англія), бл. 1890 рік

У вікторіанську епоху істерія була надзвичайно поширеним діагнозом для жінок. Майже будь-яка хвороба, яку мала жінка, могла відповідати симптомам істерії, оскільки не було певного списку симптомів. У 1888 році, через двадцять років після того, як Джеймс «охопила бурхлива істерика», вона написала у своєму щоденнику, що була схильна до самогубства та вбивства. Вона боролася з бажанням убити свого батька, хоча в цьому щоденниковому записі не зазначено причин, чому вона стала батьковбивцею. У 1866 році Джеймс поїхала до Нью-Йорка, щоб отримати «терапевтичну фізкультуру», а в 1884 році вона отримала електричний «масаж». Сподіваючись, що зміна обстановки покращить її здоров'я, вона вирушила до Англії зі своєю супутницею Кетрін Лорінг. Протягом наступних восьми років вона страждала від повторюваних нападів «істерії», поки не померла від раку грудей. Джеймс шукав різні методи лікування її захворювань, але так і не знайшов значного полегшення.
Прорашистський прем'єр Сакартвело Іраклій Гарібашвілі не втомлюється робити антиукраїнські заяви. Із нового — його твердження, що саме влада України закинула Саакашвілі в його країну з метою дестабілізації країни і втягування її у війну, щоб «відкрити другий фронт». Він ще багато всяких рашистських наративів повторяв, аж до запевнень, що скоро рорки візьмуть Бахмут. Але то проста продажність за рашистські гроші. А от теза про Саакашвілі мене таки зачепила. Чи ж не ти, курво брехлива, відразу після затримання Саакашвілі публічно дякував Зеленському за сприяння в затриманні особливо небезпечного злочинця? Хто забув, процитую:

## Опіумний лист
Оскільки Аліса хворіла на рак молочної залози, її брат Вільям Джеймс написав їй листа, в якому пояснив, як сильно він її шкодує. Він порадив їй «шукати дрібниці добра в кожному дні, як ніби життя має тривати сто років». Він хотів, щоб вона позбавила себе страждань від фізичного болю. «Приймайте скільки завгодно морфію (або інших форм опіуму, якщо він не підходить), і не бійтеся стати опіумним п'яницею. Для чого був створений опіум, крім таких часів, як цей?» Хоча на той час опій був вільнодоступною панацеєю, невідомо, чи вживала його Аліса Джеймс до раку, наприкінці життя. 

## Щоденник
Джеймс почала вести щоденник у 1889 році. Сповнений дотепних, їдких, проникливих коментарів про англійське життя та звичаї, він містив уривки з різних публікацій, щоб підтвердити її думку. Щоденник не публікувався багато років після її смерті через різкі коментарі щодо різних осіб, яких вона називала поіменно. Погано відредагована версія щоденника зрештою була опублікована в 1934 році. Видання 1964 року повніше відредагував Леон Едель. Щоденник зробив Джеймс чимось на кшталт феміністської ікони. Вважалося, що вона бореться через свої хвороби, щоб знайти власний голос. 
Генрі, один із братів Аліси, прочитав цю роботу з глибокою тривогою (через її відверту необережність щодо родини та друзів), але водночас і з величезним захопленням. У листі до іншого брата Джеймс, Вільяма, він написав, що тепер він розуміє, що спричинило слабкість їхньої сестри. Щоденник, за словами Генрі, продемонстрував для нього велику «енергію та особистість інтелектуальної та моральної істоти» Аліси, але також «ставив переді мною те, що я неймовірно усвідомлював за її життя  —  що надзвичайна інтенсивність її волі та особистості справді могла б зробили рівне, взаємне життя „доброї“ людини  —  у звичайному світі  —  майже неможливим для неї  —  так що її катастрофічне, її трагічне здоров'я було певним чином єдиним рішенням для неї практичних життєвих проблем  —  як воно придушувало елемент рівності, взаємності тощо».
Однак Аліса не розглядала свою хворобу як продукт конфлікту між її характером і оточенням у «звичному світі». Для неї це був натомість результат боротьби між її «волею» чи «моральною силою» та її «тілом». «Озираючись зараз, — писала вона наприкінці свого життя, — я бачу, як це почалося в моєму дитинстві, хоча я не усвідомлювала необхідності до 67-го чи 68-го [коли їй було 19 і 20 років], коли Я першим зламався, гостро, і в мене були бурхливі витки істерики. Коли я лежав ниць після шторму, мій розум був сяючим, активним і сприйнятливим до найяскравіших, найсильніших вражень, я так чітко бачила, що це була боротьба просто між моїм тілом і моєю волею, битва, у якій перше мало перемогти під кінець…»:149
Згодом вона зрозуміла, продовжувала вона, що їй довелося відпустити своє тіло, відмовившись від «м'язової розсудливості», щоб зберегти свій розум: «Отже, з іншим ви відмовляєтесь від живота, від кистей рук, стоп ваших ніг, і відмовляйтеся підтримувати їх у здоровому глузді, коли ви по черзі виявляєте, що одне моральне враження за іншим викликає відчай в одного, жах в іншого, тривогу в третього і так далі, доки життя не перетвориться на довгий політ від віддаленого навіювання і складне уникнення численних пасток, розставлених для вашої знищення».:150

## Стосунки з Вільямом
Говард Файнштейн у книзі «Стати Вільямом Джеймсом» (1984) писав, що Аліса та її брат Вільям мали близькі стосунки, які, як стверджували, складалися з еротики. Вільям писав Алісі «імітаційні сонети» і читав їх їй перед сім'єю. В одному з таких сонетів Вільям заявляє про своє бажання одружитися з Алісою: «Я поклявся просити твоєї руки, моя любове». Далі в сонеті описується те, що Аліса відмовила йому: «Така дуже горда, але водночас така справедлива/Погляд, який ти кинув на мене/Ти сказав мені, що я ніколи не маю наважуватися/Сподіватись на твоє кохання». Вільям завершує сонет словами, що він покінчить життя самогубством, тому що Аліса не вийде за нього заміж. Були також часи, коли його листи до неї були відверто еротичними — він описував її фізичні та особистісні характеристики та казав, наскільки «бажаною» та «милою» вони її роблять.
Файнштейн розповідає, що Вільям використав свої художні здібності, щоб намалювати п'ять ескізів Аліси. Ці знімки також демонструють еротичний підтекст. Три ескізи утворюють триптих. На всіх панелях зображено Алісу, намальовану старшою, ніж вона була на момент створення цих ескізів, оскільки на той час їй було 11 років. Вона сидить у кріслі на верхньому поверсі, а Вільям у кімнаті під нею. На першій панелі Вільяма видно згорбленим над інструментом, коли він співає серенаду своїй сестрі. На наступних двох панелях він стоїть більш прямо. На голові Вільяма на кожній панелі — велика пір'їна, яка поступово наближається до стелі, поки не натискає на неї на останній панелі. Вирощування із зовнішнього боку будівлі повним кущем в першій панелі. Кущ на другій панелі майже повністю позбавлений листя, а на третій панелі його вже немає. Стіни будівлі стискаються по всіх панелях, доки їх майже не існує в останній панелі. Стверджується, що цей триптих є візуальним зображенням фантазії про дефлорацію. Четвертий ескіз своєї сестри, створений Вільямом, містить малюнок її голови, коли вона була підлітком. Очі Аліси опущені вниз, а під її головою Вільям написав напис «Коханка WJ». П'ятий ескіз Аліси, який Вільям намалював, коли вона була підліткою. На ній видно облягаючий ліф і капелюх із пір'я. Навпроти її ока зображено серце зі стрілою, що говорить про те, що вона закохана. Ініціали Вільяма намальовані на рукаві, що прикриває руку Аліси. Припускають, що це означає, що Вільям назвав свою сестру своєю, і вона була задоволена цим, оскільки носила своє «серце» на рукаві.